# Distretto di La Unión (Huánuco)
Il distretto di La Unión è uno dei nove distretti della provincia di Dos de Mayo, in Perù. Si trova nella regione di Huánuco e si estende su una superficie di 167.10 chilometri quadrati.